# Spelprogrammering
Spelprogrammering, en del av spelutveckling, är programmering av datorspel, konsolspel eller arkadspel. Även om det finns gott om professionella spelprogrammerare är det vanligt att skriva spel i form av en hobby, eller för att lära sig behärska ett nytt programspråk.

## Utvecklingsprocessen
Professionell spelutveckling börjar vanligtvis med speldesign.

### Språk
För att utveckla spel behöver man välja ett programspråk. Valet beror på många faktorer, bland andra hur välkänt språket är för den/de som ska använda det, vilka plattformar som spelet ska kunna köras på, hur snabbt spelet måste kunna exekveras.
Vertex och pixel shaders används mer och mer inom spelutveckling allt eftersom programmerbara grafikkort blir allt vanligare